# Salmijärvi (Pajala socken, Norrbotten, 748764-183562)
Salmijärvi är en sjö i Pajala kommun i Norrbotten och ingår i Torneälvens huvudavrinningsområde.